# 水野英多
水野英多（出生於1月17日），為日本漫畫家，其作品風格主要為少年漫畫，他的代表作為《推理之絆》。

## 作品

### 連載漫畫
- 《推理之絆》（原作：城平京、《月刊少年GANGAN》1999年9月號—2005年11月號）全15卷：繁體中文版譯名為《少年偵探～推理之絆～》由大然文化出版至第9集，大然倒閉後由尚禾文化繼續出版。该作於2002年由J.C.STAFF改編為電視動畫。
- 《Spiral: Alive（日语：スパイラル・アライヴ）》（原作：城平京、《月刊少年GANGAN》2006年9月號—2008年6月號）全5卷：繁體中文版譯名為《新少年偵探～螺旋重現～》由尚禾文化出版。
- 《海貓悲鳴時散 episode7 - Requiem of the golden witch》（原作・監修：龍騎士07、《月刊少年GANGAN》2011年5月號—2015年4月號）全9卷
- 《天賀井同學比想像中普通》（原作：城平京、《月刊少年GANGAN》2015年9月號—2017年5月號）全4卷
- 《裏世界遠足》（原作：宮澤伊織、《月刊少年GANGAN》2018年3月號—）連載中

### 單篇漫畫
- Linkage Ring（日語：リンケージ・リング）（《月刊少年GANGAN》2006年5月號）
- 掌心命運（日語：手のひらデスティニー）（《月刊少年GANGAN》2010年10月號）

### 封面插圖
- 「小説スパイラル ～推理の絆～」ソードマスターの犯罪
- 「小説スパイラル ～推理の絆～2」鋼鉄番長の密室
- 「小説スパイラル ～推理の絆～3」エリアス・ザウエルの人喰いピアノ
- 「小説スパイラル ～推理の絆～4」幸福の終わり、終わりの幸福
- コミックCDコレクション「スパイラル ～推理の絆～」
- スパイラル完全解説本 LIFE IS SPIRAL

### 畫集
- 水野英多画集「SPIRAL」 (ISBN 4-7575-0930-8)
- 水野英多画集2「SPIRAL ALL ALONG」 (ISBN 4-7575-1603-7)
- 水野英多画集3「SPIRAL ALIVE」 (ISBN 978-4-7575-2319-7)

## 外部連結
- 水野英多 (@ata_n) （页面存档备份，存于） - Twitter
- No.8 （页面存档备份，存于） - 個人網站
- 月刊少年ガンガン （页面存档备份，存于） - スクウェア・エニックス